# Stewart (Familienname)
Stewart ist ein Familienname. Zu dem Clan, siehe Stewart (Clan). Zu weiteren Varianten siehe Stuart (Name) und Steward.

## Namensträger

### A
- Adam Stewart (* 1987), neuseeländischer Radsportler
- Akeem Stewart (Sprinter) (* 1991), guyanischer Leichtathlet
- Al Stewart (* 1945), britischer Liedermacher
- Al Stewart (Trompeter) (1927–2016), US-amerikanischer Jazzmusiker
- Alan Stewart (Skirennläufer) (* 1955), britischer Skirennläufer
- Alan Stewart (Kameramann) (* 1960), britischer Kameramann
- Alan Stewart (Literaturwissenschaftler) (* 1967), Literaturwissenschaftler
- Alan Stewart (Rennfahrer), britischer Motorradrennfahrer
- Alan Stewart, Earl of Menteith, schottischer Magnat
- Alan Stewart Paton (1903–1988), südafrikanischer Schriftsteller und Politiker, siehe Alan Paton
- Alex Stewart (Fußballspieler) (1886–??), schottischer Fußballspieler
- Alex Stewart (Autor) (* 1958), schottischer Autor
- Alex Stewart (Boxer) (1964–2016), jamaikanischer Boxer
- Alexander Stewart, Earl of Menteith († um 1300), schottischer Adliger
- Alexander Stewart (Bischof) († 1371), schottischer Geistlicher, Bischof der Katholischen Kirche
- Alexander Stewart, 1. Earl of Buchan (1343–1394), Sohn von Robert II., König von Schottland
- Alexander Stewart, 1. Duke of Albany (um 1454–1485), schottischer Adliger
- Alexander Stewart (Erzbischof) (um 1493–1513), schottischer Humanist und Geistlicher, Erzbischof von St Andrews
- Alexander Stewart, 2. Earl of Buchan († 1505), schottischer Adliger
- Alexander Stewart, 12. Earl of Mar († 1435), schottischer Adliger
- Alexander Stewart, 1. Earl of Galloway († 1649), schottischer Adliger
- Alexander Stewart, 4. Lord Blantyre († um 1670), schottischer Adliger
- Alexander Stewart, 3. Earl of Galloway (um 1643–1690), schottischer Adliger
- Alexander Stewart, 4. Earl of Galloway (1660–1694), schottischer Adliger
- Alexander Stewart (Philosoph) (1673–1742), britischer Philosoph
- Alexander Stewart, 6. Earl of Galloway (um 1694–1773), schottischer Adliger
- Alexander Stewart (Politiker, 1794) (1794–1865), kanadischer Politiker (Novia Scotia)
- Alexander Stewart (Politiker, 1829) (1829–1912), US-amerikanischer Politiker (Wisconsin)
- Alexander Stewart (Politiker, 1962) (* 1962), schottischer Politiker
- Alexander Stewart (Musiker) (* 1999), kanadischer Singer-Songwriter
- Alexander Stewart of Bunkle († 1319), schottischer Adliger
- Alexander David Stewart (1852–1899), kanadischer Politiker
- Alexander Peter Stewart (1821–1908), amerikanischer General
- Alexander Robert Stewart (1795–1850), irischer Politiker
- Alexander Turney Stewart (1803–1876), US-amerikanischer Unternehmer
- Alexandra Stewart (* 1939), kanadische Schauspielerin
- Alfie Stewart (* 1993), britischer Schauspieler
- Alice Stewart (Alice Mary Stewart; 1906–2002), britische Epidemiologin
- Alice Stewart (Kommentatorin) (1966–2024), US-amerikanische politische Kommentatorin von CNN
- Alice Shaw-Stewart (um 1863–1942), britische Adlige
- Alistair Vane-Tempest-Stewart, 9. Marquess of Londonderry (1937–2012), britischer Adliger
- Allan Stewart (Jakobit) (um 1711–um 1791), schottischer Soldat
- Allan Stewart (Fußballspieler) (1865–1907), schottischer Fußballspieler
- Allan Stewart (Maler) (1865–1951), schottischer Maler
- Allan Stewart (Rugbyspieler) (* 1940), englischer Rugby-Union-Spieler
- Allan Stewart (Politiker) (1942–2016), schottischer Politiker
- Allan Stewart (Schriftsteller), Schriftsteller
- Allan Stewart (Eishockeyspieler) (* 1964), kanadischer Eishockeyspieler
- Allan Stewart (Musiker) (* 1977), englischer Musiker
- Amanda Stewart (* 1959), australische Lyrikerin und Performancekünstlerin
- Amelia Stewart, Marchioness of Londonderry (1772–1829), britische Adlige
- Amii Stewart (* 1956), US-amerikanische Sängerin, Tänzerin und Schauspielerin
- Andrew Stewart († zwischen 1306 und 1309) (nach 1296–zwischen 1306 und 1309), schottischer Adliger
- Andrew Stewart, 1. Lord Avondale († 1488) (um 1420–1488), schottischer Adliger, Lordkanzler von Schottland
- Andrew Stewart († 1501), Bischof von Moray
- Andrew Stewart, 1. Lord Avondale († 1513) (vor 1479–1513), schottischer Adliger
- Andrew Stewart († 1517), Bischof von Caithness
- Andrew Stewart († 1541), Bischof von Caithness
- Andrew Stewart, 1. Lord Stewart of Ochiltree († 1548), schottischer Adliger
- Andrew Stewart senior (1791–1872), US-amerikanischer Politiker
- Andrew Stewart junior (1836–1903), US-amerikanischer Politiker
- Andrew Stewart (Politiker) (1937–2013), britischer Politiker
- Andrew Stewart (Archäologe) (1948–2023), US-amerikanischer Archäologe
- Andrew Stewart (Leichtathlet) (* 1955), australischer Stabhochspringer
- Anita Stewart (1895–1961), US-amerikanische Schauspielerin
- Anthea Stewart (* 1944), südafrikanisch-simbabwische Hockeyspielerin
- Anthony Stewart (Eishockeyspieler) (* 1985), kanadischer Eishockeyspieler
- Anthony Stewart (Fußballspieler) (* 1992),  englisch-jamaikanischer Fußballspieler
- April Stewart (* 1968), US-amerikanische Synchronsprecherin und Schauspielerin
- Archibald Stewart, 1. Baronet (of Blackhall), schottisch-britischer Adliger und Politiker
- Arthur Stewart (Schauspieler) (Arthur George Stewart, auch Art Stewart; 1917–1994), US-amerikanischer Schauspieler
- Arthur Stewart (Golfspieler), südafrikanischer Golfspieler
- Arthur Stewart (Fußballspieler) (1942–2018), nordirischer Fußballspieler und -trainer
- Arthur Thomas Stewart (1892–1972), US-amerikanischer Politiker, siehe Tom Stewart

### B
- Balfour Stewart (1828–1887), schottischer Physiker
- Barry Stewart (* 1988), US-amerikanischer Basketballspieler
- Belinda Stewart-Wilson (* 1971), britische Schauspielerin
- Bennett M. Stewart (1912–1988), US-amerikanischer Politiker
- Bill Stewart (Eishockeytrainer) (1894–1964), US-amerikanischer Eishockeytrainer
- Bill Stewart (Schauspieler) (1942–2006), US-amerikanischer Schauspieler
- Bill Stewart (Footballtrainer) (1952–2012), US-amerikanischer American-Football-Trainer
- Bill Stewart (Eishockeyspieler) (* 1957), italo-kanadischer Eishockeyspieler und -trainer
- Bill Stewart (Musiker) (* 1966),  US-amerikanischer Jazzschlagzeuger
- Bill Stewart (Leichtathlet) (* 1921), US-amerikanischer Hochspringer
- Bill Stewart (Journalist), US-amerikanischer Reporter
- Billy Stewart (1937–1970), US-amerikanischer Musiker
- Black Jack Stewart (1917–1983), kanadischer Eishockeyspieler, siehe Jack Stewart
- Bob Stewart (Musiker) (* 1945), US-amerikanischer Jazzmusiker
- Bob Stewart (Eishockeyspieler) (Robert Harold Stewart; 1950–2017), kanadischer Eishockeyspieler
- Booboo Stewart (* 1994), US-amerikanischer Schauspieler und Sänger
- Breanna Stewart (* 1994), US-amerikanische Basketballspielerin
- Bryanne Stewart (* 1979), australische Tennisspielerin
- Buddy Stewart (1922–1950), US-amerikanischer Jazzsänger

### C
- Cal Stewart (1856–1919), US-amerikanischer Vaudeville-Künstler
- Cam Stewart (Cameron G. Stewart; * 1971), kanadischer Eishockeyspieler und -trainer
- Cameron Stewart (Comicautor), kanadischer Comicautor
- Cameron Stewart (Fußballspieler) (* 1991), englischer Fußballspieler
- Cameron Deane Stewart (* 1991), US-amerikanischer Schauspieler
- Cameron Leigh Stewart (* um 1949), kanadischer Mathematiker
- Campbell Stewart (* 1998), neuseeländischer Radsportler
- Carlton F. Stewart, US-amerikanischer Astronom
- Catherine Mary Stewart (* 1959), kanadische Schauspielerin
- Charles Stewart, 1. Earl of Lennox (1557–1576), schottischer Adliger
- Charles Stewart, 6. Duke of Lennox (1639–1672), schottischer Adliger
- Charles Stewart (Politiker, 1729) (1729–1800), US-amerikanischer Politiker (New Jersey)
- Charles Stewart (Offizier) (1778–1869), US-amerikanischer Marineoffizier
- Charles Stewart (Politiker, 1836) (1836–1895), US-amerikanischer Politiker (Texas)
- Charles Stewart (Zoologe) (1840–1907), britischer Zoologe
- Charles Stewart (Politiker, 1868) (1868–1946), kanadischer Politiker (Alberta)
- Charles Stewart (Sportschütze) (1881–1965), britischer Sportschütze
- Charles Vane-Tempest-Stewart, 6. Marquess of Londonderry (1852–1915), britischer Politiker der Conservative Party, Unterhausabgeordneter und Peer
- Charles Vane-Tempest-Stewart, 7. Marquess of Londonderry (1878–1949), anglo-irischer und britischer Politiker
- Charles Samuel Stewart (1795–1870), US-amerikanischer Missionar
- Charlie Stewart (* 1993), US-amerikanischer Schauspieler
- Charlotte Stewart, eigentlicher Name von Allan McAulay (1863–1918), britische Schriftstellerin
- Charlotte Stewart (* 1941), US-amerikanische Schauspielerin
- Chelsea Stewart (* 1990), kanadische Fußballspielerin
- Chris Stewart (Leichtathlet) (* 1946), britischer Langstreckenläufer
- Chris Stewart (Autor) (* 1951), englischer Autor
- Chris Stewart (Politiker) (* 1960), US-amerikanischer Politiker und Autor
- Chris Stewart (Eishockeytrainer) (* 1961), kanadischer Eishockeyspieler und -trainer
- Chris Stewart (Baseballspieler) (* 1982), US-amerikanischer Baseballspieler
- Chris Stewart (Eishockeyspieler) (* 1987), kanadischer Eishockeyspieler
- Christian Stewart (* 1966), kanadisch-südafrikanischer Rugby-Union-Spieler
- Christina Stewart, 4. Countess of Buchan (1547–1580), schottische Adlige
- Christine Stewart, schottische Badmintonspielerin
- Colin Stewart (Skirennläufer) (1927–2015), US-amerikanischer Skirennläufer
- Colin Stewart (Offizier), britischer Luftwaffenoffizier
- Colin Stewart (Fußballspieler) (* 1980), schottischer Fußballtorhüter und Torwarttrainer
- Colin William Stewart, kanadischer Diplomat
- Cornelius Stewart (* 1989), vincentischer Fußballspieler

### D
- Danielle Stewart (* 1981), australische Softballspielerin
- Darian Stewart (* 1988), US-amerikanischer American-Football-Spieler
- Dave Stewart (David L. Stewart; * 1950), britischer Musiker
- David Stewart, 1. Earl of Strathearn and Caithness (1357–um 1389), schottischer Adliger
- David Stewart, 2. Earl of Strathearn (1357–um 1386), schottischer Adliger
- David Stewart, 1. Duke of Rothesay (1378–1402), schottischer Thronerbe
- David Stewart (Politiker, 1800) (1800–1858), US-amerikanischer Politiker
- David Stewart (Fußballspieler, 1874) (1874–??), schottischer Fußballspieler
- David Stewart (Fußballspieler, 1947) (1947–2018), schottischer Fußballspieler
- David Stewart (Politiker, 1956) (* 1956), schottischer Politiker
- David Stewart (Posaunist), schottischer Posaunist
- David Stewart (Footballspieler) (* 1982), US-amerikanischer American-Football-Spieler
- David A. Stewart (* 1952), britischer Musiker
- David K. Stewart (1937–1997), US-amerikanischer Kameramann und Spezialeffektkünstler
- David W. Stewart (1887–1974), US-amerikanischer Politiker
- DeLisle Stewart (1870–1941), US-amerikanischer Astronom
- Dennis Stewart (* 1960), britischer Judoka
- Dick Stewart, US-amerikanischer Basketballtrainer
- Don Stewart (1935–2006), US-amerikanischer Schauspieler
- Don Stewart (Musiker) (1935–2022), US-amerikanischer Musiker, Arrangeur und Komponist
- Donald Stewart, 1. Baronet (1824–1900), britischer Feldmarschall
- Donald Stewart (Schauspieler) (1910–1966), US-amerikanisch-britischer Schauspieler
- Donald Stewart (Politiker) (1920–1992), schottischer Politiker
- Donald Stewart (Drehbuchautor) (1930–1999), US-amerikanischer Drehbuchautor
- Donald Stewart (Eisschnellläufer), US-amerikanischer Eisschnellläufer
- Donald Charles Stewart (1859–1885), englischer Tennisspieler
- Donald J. Stewart (* 1946), US-amerikanischer Biologe
- Donald Ogden Stewart (1894–1980), US-amerikanischer Drehbuchautor und Schauspieler
- Donald W. Stewart (* 1940), US-amerikanischer Politiker
- Douglas Stewart (Schriftsteller) (Douglas Alexander Stewart; 1913–1985), australischer Schriftsteller
- Douglas Stewart (Reiter) (Douglas Norman „Duggie“ Stewart; 1913–1991), britischer Reiter
- Douglas Stewart (Filmeditor) (Samuel Douglas Stewart; 1919–1995), kanadisch-US-amerikanischer Filmeditor
- Douglas Day Stewart (* 1940), US-amerikanischer Drehbuchautor, Filmproduzent und Filmregisseur
- Dugald Stewart (Philosoph) (1753–1828), schottischer Philosoph
- Dugald Stewart (Politiker) (1821–1870), US-amerikanischer  Anwalt, Geschäftsmann und Politiker
- Duncan Stewart (Politiker, 1763) (1763–1820), US-amerikanischer Politiker (Mississippi)
- Duncan Stewart (Politiker, 1833) (1833–1923), uruguayischer Politiker
- Duncan Stewart (Kolonialbeamter) (1904–1949), britischer Kolonialbeamter
- Duncan Stewart (Geologe) (1905–1969), US-amerikanischer Geologe

### E
- Earnie Stewart (* 1969), US-amerikanischer Fußballspieler
- Ed Stewart (1941–2016), britischer Radiomoderator
- Eddie Stewart (1934–2015), schottischer Fußballspieler
- Edith Vane-Tempest-Stewart, Marchioness of Londonderry (1878–1959), britische Dame der Gesellschaft, Autorin, Herausgeberin, Gärtnerin und Suffragette
- Edward Stewart († 1999), US-amerikanischer Artdirector und Szenenbildner
- Elaine Stewart (1930–2011), US-amerikanische Schauspielerin
- Ellen Stewart (1919–2011), US-amerikanische Theaterregisseurin und -produzentin
- Enrique Stewart, uruguayischer Politiker
- Eric Stewart (* 1945), britischer Sänger
- Errol Stewart (* 1950), jamaikanischer Sprinter
- Esmé Stewart, 1. Duke of Lennox (um 1542–1583), schottischer Adliger
- Esmé Stewart, 3. Duke of Lennox (um 1579–1624), schottischer Adliger
- Esmé Stewart, 5. Duke of Lennox (1649–1660), schottischer Adliger
- Euphemia Stewart, 2. Countess of Strathearn and Caithness († 1434), schottische Adelige
- Evan Stewart (* 1975), simbabwischer Wasserspringer
- Eve Stewart (* 1961), britische Bühnenbildnerin
- Eve Stewart (Ruderin) (* 1998), britische Ruderin
- Evelyn Stewart, Pseudonym von Ida Galli, italienische Schauspielerin
- Ewan Stewart (* 1957), schottischer Schauspieler

### F
- Fivel Stewart (* 1996), US-amerikanische Schauspielerin
- Frances Stewart (1840–1916), neuseeländische sozial engagierte Frau
- Frances Stewart, Duchess of Richmond and Lennox (1647–1702), schottische Adlige und Mätresse von König Karl II. von England
- Frederick Harold Stewart (1884–1961), australischer Politiker
- French Stewart (* 1964), US-amerikanischer Schauspieler
- Freya Stewart (* 1964), deutsche Dramaturgin und Drehbuchautorin

### G
- Gary Stewart (1944–2003), US-amerikanischer Country-Musiker
- Gaye Stewart (1923–2010), kanadischer Eishockeyspieler, -schiedsrichter und -trainer
- Geoffrey Stewart (* 1973), australischer Ruderer
- George Stewart, Seigneur d’Aubigny (1618–1642), schottisch-französischer Adliger, siehe George Stuart d’Aubigny
- George Stewart (Seeoffizier) (1766–1791), britischer Seeoffizier
- George Stewart (Fußballspieler, 1882) (1882–1962), schottischer Fußballspieler
- George Stewart (Fußballspieler, 1920) (1920–??), schottischer Fußballspieler
- George Stewart (Fußballspieler, 1927) (1927–2011), schottischer Fußballspieler
- George Stewart (Fußballspieler, 1932) (1932–1998), schottischer Fußballspieler
- George Neil Stewart (1860–1930), kanadisch-US-amerikanischer Physiologe
- George R. Stewart (1895–1980), US-amerikanischer Schriftsteller
- George Vesey Stewart (1831–1920), irisch-neuseeländischer Siedler und Politiker
- George W. Stewart (1876–1956), US-amerikanischer Physiker
- Gilbert W. Stewart (* 1940), US-amerikanischer Mathematiker
- Glenn Stewart (* um 1965), neuseeländischer Badmintonspieler
- Gordon Stewart (Fußballspieler) (1927–1980), südafrikanischer Fußballspieler
- Gordon Stewart (Leichtathlet) (* 1948), kanadischer Leichtathlet
- Grace Stewart (* 1997), australische Hockeyspielerin
- Grace Anne Stewart (1893–1970), kanadisch-US-amerikanische Geologin
- Grant Stewart (* 1971), kanadischer Jazzmusiker
- Greg Stewart (Eishockeyspieler) (Gregory Stewart; * 1986), kanadischer Eishockeyspieler
- Greg Stewart (Fußballspieler) (* 1990), schottischer Fußballspieler

### H
- Harhys Stewart (* 2001), singapurisch-walisischer Fußballspieler
- Helen Stewart (1854–1926), US-amerikanische Pionierin und Rancherin
- Henry Stewart, 1. Lord Methven († 1551), schottischer Adliger und Militär
- Henry Stewart, 2. Lord Methven  († 1572), schottischer Adliger
- Henry Stewart, 1. Lord St. Colme († 1612), schottischer Adliger
- Henry Stewart, Seigneur d’Aubigny (1616–1632), schottisch-französischer Adliger, siehe Henri Stuart d’Aubigny
- Herbert Stewart (1843–1885), britischer Generalmajor
- Hugh Stewart, 2. Baronet (1792–1854), Tory-Politiker in Irland
- Hugh Stewart (Politiker) (1871–1956), kanadischer Politiker, Mitglied der Liberal Party
- Hugh Stewart (Offizier) (1884–1934), neuseeländischer Offizier, Historiker und Gelehrter
- Hugh Stewart (Filmproduzent) (1910–2011), britischer Filmeditor, Filmproduzent und Lehrer
- Hugh Stewart (Tennisspieler), (* 1928), US-amerikanischer Tennisspieler
- Hugh Alexander Stewart (1871–1956), kanadischer Politiker
- Hugh Fraser Stewart  (1863–1948), britischer Akademiker, Kirchenmann und Literaturkritiker
- Hugh Shaw-Stewart, 8. Baronet (1854–1942), schottischer Politiker

### I
- Iain Stewart (* 1972), britischer Politiker
- Ian Stewart (Rennfahrer) (1929–2017), britischer Automobilrennfahrer
- Ian Stewart, Baron Stewartby (1935–2018), britischer Politiker
- Ian Stewart (Musiker) (1938–1985), britischer Musiker
- Ian Stewart (Transaktionsanalytiker) (* 1940), britischer Transaktionsanalytiker
- Ian Stewart (Mathematiker) (* 1945), britischer Mathematiker
- Ian Stewart (Leichtathlet) (* 1949), britischer Leichtathlet
- Ian Stewart (Fußballspieler) (* 1961), nordirischer Fußballspieler
- Isabelle Stewart, schottische Prinzessin und bretonische Herzogin
- Isaiah Stewart (* 2001), US-amerikanischer Basketballspieler

### J
- Jack Stewart (1917–1983), kanadischer Eishockeyspieler
- Jack Stewart-Clark (* 1929), britischer Politiker
- Jackie Stewart (* 1939), britischer Rennfahrer
- Jackson Stewart (* 1980), US-amerikanischer Radrennfahrer
- Jacob H. Stewart (1829–1884), US-amerikanischer Politiker
- Jacqueline Stewart, britische Theologin und Genetikerin
- Jadwiga Zak-Stewart (* 1912), polnische Altersrekordlerin und älteste in Polen lebende Person
- Jake Stewart (* 1999), britischer Radrennfahrer
- James Stewart, 5. High Steward of Scotland (1243–1309), schottischer Adliger
- James Stewart of Lorne (der Schwarze Ritter von Lorne; 1395–1448), schottischer Adliger
- James Stewart, 1. Earl of Buchan (1445–1499), schottischer Adliger
- James Stewart, 1. Duke of Ross (1476–1504), schottischer Prinz
- James Stewart of Beath (vor 1513–1544), schottischer Adliger
- James Stewart, 1. Lord Doune (um 1529–1590), schottischer Adliger
- James Stewart, 1. Earl of Moray (1531–1570), schottischer Adliger
- James Stewart, 4. Duke of Lennox (1612–1655), schottischer Adliger
- James Stewart, 3. Baronet († 1756), schottisch-britischer Adliger
- James Stewart (Politiker) (1775–1821), US-amerikanischer Politiker (North Carolina)
- James Stewart (Missionar) (1831–1905), schottischer Missionar und Hochschullehrer
- James Stewart (Leichtathlet) (1906–1991), US-amerikanischer Zehnkämpfer
- James Stewart (1908–1997), US-amerikanischer Schauspieler
- James Stewart (Basketballspieler) (1910–1990), kanadischer Basketballspieler
- James Stewart (Footballspieler) (* 1971), US-amerikanischer American-Football-Spieler
- James Stewart (Ruderer) (* 1973), australischer Ruderer
- James Stewart-Murray, 9. Duke of Atholl (1879–1957), schottischer Adliger
- James Augustus Stewart (1808–1879), US-amerikanischer Politiker
- James David Stewart (1874–1933), kanadischer Politiker
- James F. Stewart (James Fleming Stewart; 1851–1904), US-amerikanischer Politiker
- James G. Stewart (James Graham Stewart; 1907–1997), US-amerikanischer Film- und Tontechniker
- James Garfield Stewart (1880–1959), US-amerikanischer Politiker
- James Lablache Stewart, eigentlicher Name von Stewart Granger (1913–1993), britischer Schauspieler
- James Robert Stewart, eigentlicher Name von Jimmy Stewart (Rennfahrer) (1931–2008), britischer Motorsportler
- James S. Stewart (1791–1863), schottischer Maler und Radierer
- Jamie Stewart (* 1964), britischer Bassist
- Jason Stewart (Filmeditor) (* 1971), US-amerikanischer Filmeditor
- Jason Stewart (Leichtathlet) (* 1981), neuseeländischer Leichtathlet
- JC Stewart (* 1997), nordirischer Sänger, Songwriter und Musiker
- Jean Stewart (1930–2020), neuseeländische Schwimmerin, siehe Jean Hurring
- Jeff Stewart (Schauspieler) (* 1955), britischer Schauspieler
- Jeff Stewart (Fußballspieler) (* 1980), US-amerikanischer Fußballspieler
- Jennifer Stewart (* 1968), US-amerikanische Pornodarstellerin
- Jermaine Stewart (1957–1997), US-amerikanischer Pop-Sänger
- Jim Stewart (1930–2022), US-amerikanischer Musikproduzent
- Jim Stewart (Fußballspieler) (* 1954), schottischer Fußballspieler
- Jimmy Stewart (Fußballspieler, 1883) (James Stewart; 1883–1958), englischer Fußballspieler
- Jimmy Stewart (Fußballspieler, 1887) (James Mundell Stewart; 1887–1960), schottischer Fußballspieler
- Jimmy Stewart (Rennfahrer) (James Robert Stewart; 1931–2008), britischer Motorsportler
- Jimmy Stewart (Baseballspieler) (James Franklin Stewart; 1939–2012), US-amerikanischer Baseballspieler
- Jimmy Stewart (Politiker) (* 1970), US-amerikanischer Politiker
- Joan Hinde Stewart (* 1944), US-amerikanische Sprachwissenschaftlerin, Romanistin und Hochschullehrerin
- Jock Stewart (1883–1950), schottischer Radsportler
- John Stewart of Bonkyl (vor 1269–1298), schottischer Adliger
- John Stewart, 1. Earl of Angus († 1331), schottischer Adliger
- John Stewart (1340–1406), König von Schottland, siehe Robert III. (Schottland)
- John Stewart of Darnley (* um 1380; † 1429), schottisch-französischer Adliger
- John Stewart of Innermeath († 1421), schottischer Adliger
- John Stewart, 3. Earl of Buchan († 1424) (um 1381–1424), schottischer Adliger, Connétable von Frankreich
- John Stewart, 2. Lord Lorne († 1463), schottischer Adliger
- John Stewart, 1. Earl of Lennox (um 1430–1495), schottischer Adliger
- John Stewart, 1. Earl of Atholl (um 1440–1512), schottischer Adliger
- John Stewart, Earl of Mar (1456) (1456–1479/1480), schottischer Adliger, Sohn von Jakob II. von Schottland
- John Stewart, 2. Earl of Atholl (nach 1475–1521), schottischer Adliger
- John Stewart, Earl of Mar (1479/1480) (1479/1480–1502/1503), schottischer Adliger, Sohn von Jakob III. von Schottland
- John Stewart, 2. Duke of Albany (um 1481–1536), schottischer Adliger
- John Stewart, 3. Earl of Lennox (um 1490–1526), schottischer Adliger
- John Stewart, 3. Earl of Buchan († 1551) (1498–1551), schottischer Adliger
- John Stewart, 4. Earl of Atholl († 1579), schottischer Adliger
- John Stewart, 1. Earl of Atholl († 1603), schottischer Adliger
- John Stewart, 1. Earl of Traquair († 1659), schottischer Adliger
- John Stewart († 1748), schottischer Politiker
- John Stewart (Politiker, vor 1789) (vor 1789–1820), US-amerikanischer Politiker (Pennsylvania)
- John Stewart (Reisender) (John „Walking“ Stewart; 1747–1822), englischer Reisender und Philosoph
- John Stewart (Politiker, 1795) (1795–1860), US-amerikanischer Politiker (Connecticut)
- John Stewart (Bankier) (1866–1938), kanadischer Bankier und Eisenbahnunternehmer
- John Stewart, 1. Baronet of Fingask (um 1880–1924), schottischer Whiskyhersteller
- John Stewart (Politiker, 1903) (1903–1973), neuseeländischer Politiker
- John Stewart (Fußballspieler, 1914) (1914–1983), schottischer Fußballspieler
- John Stewart (Diplomat) (1927–1995), britischer Diplomat
- John Stewart (Fußballspieler, 1937) (* 1937), englischer Fußballspieler
- John Stewart (Musiker) (1939–2008), US-amerikanischer Singer-Songwriter
- John Stewart (Physiker) (* 1943), US-amerikanischer Physiker
- John Stewart (Künstler) (John William Stewart; 1947–2006), englischer Maler, Zeichner und Illustrator (Phantastik)
- John Stewart (Eishockeyspieler, 1950) (John Alexander Stewart; * 1950), kanadischer Eishockeyspieler
- John Stewart (Eishockeyspieler, 1954) (John Christopher Stewart; * 1954), kanadischer Eishockeyspieler
- John Stewart (Fußballspieler, 1985) (* 1985), schottischer Fußballspieler
- John Stewart-Murray, 7. Duke of Atholl (1840–1917), britischer Peer, Militär und Politiker
- John Stewart-Murray, 8. Duke of Atholl (1871–1942), britischer Militär und Politiker
- John Alexander Stewart (1846–1933), britischer Philosoph und Klassischer Philologe
- John Benjamin Stewart (1924–2015), kanadischer Politiker
- John D. Stewart (1833–1894), US-amerikanischer Politiker
- John George Stewart (1890–1970), US-amerikanischer Politiker, siehe J. George Stewart
- John K. Stewart (1870–1916), US-amerikanischer Unternehmer
- John Knox Stewart (1853–1919), US-amerikanischer Politiker
- John Lindsay Stewart (1832–1873), britischer Botaniker in Indien
- John Malcolm Stewart (1943–2016), britischer Physiker
- John Morrow Stewart (1924–2011), US-amerikanischer Biochemiker
- John Quincy Stewart (1894–1972), US-amerikanischer Astrophysiker
- John Smith Stewart (1878–1970), kanadischer Politiker
- John Wolcott Stewart (1825–1915), US-amerikanischer Politiker
- Johna Stewart-Bowden (* 1979), US-amerikanische Schauspielerin, Kinderdarstellerin und Synchronsprecherin
- Johnny Stewart (* 1934), US-amerikanischer Film- und Fernsehschauspieler
- Jon Stewart (Philosoph) (Jon Bartley Stewart; * 1961), US-amerikanischer Philosoph
- Jon Stewart (Schauspieler) (* 1962), US-amerikanischer Schauspieler, Comedian und Fernsehmoderator
- Jon Stewart (Fußballspieler) (* 1989), englischer Fußballspieler
- Jonathan Stewart (Footballspieler, 1987) (* 1987), US-amerikanischer American-Football-Spieler (Runningback)
- Jonathan Stewart (Footballspieler, 1990) (* 1990), US-amerikanischer American-Football-Spieler (Linebacker)
- Jordan Stewart (Fußballspieler, 1982) (* 1982), englischer Fußballspieler
- Jordan Stewart (Fußballspieler, 1995) (* 1995), nordirischer Fußballspieler
- Jordan Stewart (Fußballspieler, 1996) (* 1996), schottischer Fußballspieler
- Josh Stewart (* 1977), US-amerikanischer Schauspieler
- Joyce Stewart (1936–2011), britische Botanikerin
- Julius Stewart (1855–1919), US-amerikanischer Maler

### K
- Karen Brevard Stewart (* 1952), US-amerikanische Diplomatin
- Karl Stewart (* 1983), kanadischer Eishockeyspieler
- Kat Stewart (* 1972), australische Schauspielerin
- Katerina Stewart (* 1997), US-amerikanische Tennisspielerin
- Katharine Stewart-Murray, Duchess of Atholl (1874–1960), britische Politikerin
- Katherine Stewart-Jones (* 1995), kanadische Skilangläuferin
- Kathleen Stewart (* 1953), US-amerikanische Ethnologin, Anthropologin und Hochschullehrerin
- Katrine Stewart (* um 1953), US-amerikanische Autorin, tritt auch als Katrine Trobisch Stewart in Erscheinung
- Kellee Stewart (* 1976), US-amerikanische Schauspielerin
- Ken Stewart (* 1953), neuseeländischer Rugby-Union-Spieler
- Kendyl Stewart (* 1994), US-amerikanische Schwimmerin
- Kennedy Stewart (* 1966), kanadischer Politiker
- Kenneth W. Stewart (1935–2012), US-amerikanischer Entomologe
- Kerron Stewart (* 1984), jamaikanische Sprinterin
- Kerry Joy Stewart, britische Theater- und Filmschauspielerin
- Kevin Stewart (Politiker, 1928) (1928–2006), australischer Politiker (ALP)
- Kevin Stewart (Politiker, 1968) (* 1968), schottischer Politiker (SNP)
- Kevin Stewart (Fußballspieler) (* 1993), englischer Fußballspieler
- Kordell Stewart (* 1972), US-amerikanischer Footballspieler
- Kristen Stewart (* 1990), US-amerikanische Schauspielerin

### L
- Lachie Stewart (1943–2025), britischer Langstreckenläufer
- Larry Stewart (* 1959), US-amerikanischer Country-Sänger
- Larry Stewart (Philanthrop) (Secret Santa; 1948–2007), US-amerikanischer Philanthrop
- Lennox Stewart (1949–2021), trinidadischer Leichtathlet
- Leroy Stewart (1914–1987), US-amerikanischer Musiker, siehe Slam Stewart
- Leslie Stewart (* 1961), Boxer aus Trinidad und Tobago
- Liam Stewart (* 1994), britisch-neuseeländischer Eishockeyspieler
- Lisa Stewart, US-amerikanische Filmproduzentin
- Louis Stewart (1944–2016), irischer Jazzgitarrist
- Ludovic Stewart, 2. Duke of Lennox (1574–1624), schottischer Adliger
- Luke Stewart (* 1987), US-amerikanischer Jazzmusiker
- Lynard Stewart (* 1976), US-amerikanischer Basketballspieler
- Lynne Stewart (1939–2017), US-amerikanische Rechtsanwältin und Bürgerrechtlerin

### M
- Macie Stewart (* 1993), US-amerikanische Rock- und Jazzmusikerin
- Malcolm Stewart (Rennfahrer, 1946) (1946–2009), neuseeländischer Rallyefahrer
- Malcolm Stewart (Schauspieler) (* 1948), kanadischer Schauspieler
- Malcolm Stewart (Rennfahrer, 1992) (* 1992), US-amerikanischer Motocrossfahrer
- Margaret Stewart, Countess of Angus (um 1355–1418), schottische Adelige
- Margie Stewart (1919–2012), US-amerikanisches Pin-Up-Girl
- Maria W. Stewart (1803–1879), US-amerikanische Journalistin, Frauenrechtlerin und Abolitionistin
- Marianne Stewart (1922–1992), deutschamerikanische Schauspielerin
- Mark Stewart (Maler) (* 1951), US-amerikanischer Maler
- Mark Stewart (Musiker) (1960–2023), britischer Musiker
- Mark Stewart (Footballspieler) (* 1959), US-amerikanischer American-Football-Spieler
- Mark Stewart (* 1961), US-amerikanischer Singer-Songwriter, siehe Stew (Musiker)
- Mark Stewart (Filmproduzent), Filmproduzent
- Mark Stewart (Fußballspieler) (* 1988), schottischer Fußballspieler
- Mark Stewart (Radsportler) (* 1995), britischer Radsportler
- Martha Stewart (* 1941), US-amerikanische Fernsehmoderatorin
- Martha Stewart (Schauspielerin) (1922–2021), US-amerikanische Schauspielerin und Sängerin
- Mary Stewart, Countess of Buchan (* nach 1427; † 1465), schottische Adlige
- Mary Stewart von Schottland (1451–1481), schottische Prinzessin
- Mary Stewart, Geburtsname von Maria Stuart (1542–1587), Königin von Schottland
- Mary Stewart, Baroness Stewart of Alvechurch (1903–1984), britische Politikerin
- Mary Stewart (Autorin) (1916–2014), britische Schriftstellerin
- Mary Stewart (Schwimmerin) (* 1945), kanadische Schwimmerin
- Mary Stewart (Leichtathletin) (* 1956), britische Leichtathletin
- Matthew Stewart, 2. Earl of Lennox (um 1470–1513), schottischer Adliger
- Matthew Stewart, 4. Earl of Lennox (1516–1571), schottischer Adliger
- Matthew Stewart (Mathematiker) (1717–1785), schottischer Mathematiker
- Matthew Stewart (Künstler), amerikanischer Fantasy-Künstler
- Mattie Stewart (* 1973), schottischer Rugby-Union-Spieler
- Mel Stewart (1929–2002), US-amerikanischer Schauspieler und Musiker
- Melvin Stewart (* 1968), US-amerikanischer Schwimmer
- Merch Bradt Stewart (1875–1934), US-amerikanischer Militär, General der US Army
- Michael Stewart (Politiker) (1906–1990), britischer Politiker
- Michael Stewart (Librettist) (1924–1987), US-amerikanischer Librettist und Drehbuchautor
- Michael Stewart (Schriftsteller) (* 1946), US-amerikanischer Schriftsteller und Drehbuchautor
- Michael Stewart (Eishockeyspieler) (* 1972), austro-kanadischer Eishockeyspieler und -trainer
- Michael Stewart (Basketballspieler) (* 1975), US-amerikanischer Basketballspieler
- Michael Stewart (Fußballspieler) (* 1981), schottischer Fußballspieler
- Miles Stewart (* 1971), australischer Triathlet
- Miranda Stewart (* 1954), britische Hispanistin
- Murdoch Stewart, Earl of Menteith († 1332), schottischer Magnat
- Murdoch Stewart, 2. Duke of Albany (1362–1425), schottischer Adliger
- Murray Stewart (* 1986), australischer Kanute

### N
- Nathan Stewart-Jarrett (* 1985), englischer Schauspieler
- Nellie Stewart (1858–1931), australische Schauspielerin und Sängerin
- Nels Stewart (1902–1957), kanadischer Eishockeyspieler
- Nicholas James Stewart (* 1985), britischer Schauspieler, siehe Nick Hendrix

### O
- Ossie Stewart (* 1954), britischer Segler

### P
- Patrick Stewart (* 1940), britischer Schauspieler
- Paul Stewart (Politiker) (1892–1950), US-amerikanischer Politiker
- Paul Stewart (Schauspieler) (1908–1986), US-amerikanischer Schauspieler
- Paul Stewart (Historiker) (1925–2015), US-amerikanischer Historiker
- Paul Stewart (Schriftsteller) (* 1955), britischer Schriftsteller
- Paul Stewart (Fußballspieler) (* 1964), englischer Fußballspieler
- Paul Stewart (Rennfahrer) (* 1965), britischer Rennfahrer und Motorsportunternehmer
- Paula Stewart (* 1929), US-amerikanische Schauspielerin und Sängerin
- Payne Stewart (1957–1999), US-amerikanischer Golfspieler
- Peggy Stewart (1923–2019), US-amerikanische Schauspielerin
- Percy Hamilton Stewart (1867–1951), US-amerikanischer Politiker
- Peter Stewart (Langstreckenläufer) (* 1947), britischer Langstreckenläufer
- Peter Stewart (Archäologe) (* 1971), britischer Klassischer Archäologe
- Peter A. Stewart (1921–1993), kanadischer Physiologe
- Peter Stewart, Pseudonym von Regisseur Sam Newfield
- Phillip A. Stewart (* um 1970), Generalmajor der US Air Force
- Potter Stewart (1915–1985), US-amerikanischer Jurist

### R
- Randolph Stewart, 13. Earl of Galloway (1928–2020), britischer Peer im House of Lords
- Raven Stewart, kanadische Schauspielerin
- Raymond Lee Stewart (1952–1996), US-amerikanischer Serienmörder
- Raymond Stewart (* 1965), jamaikanischer Sprinter und Leichtathletiktrainer
- Reginald Stewart (1900–1984), kanadischer Dirigent, Pianist und Musikpädagoge
- Rex Stewart (1907–1967), US-amerikanischer Musiker
- Richard Campbell Stewart (1836–1904), britischer General
- Riley Thomas Stewart (* 2002), US-amerikanischer Schauspieler
- Rob Stewart (Schauspieler) (* 1961), kanadischer Schauspieler
- Rob Stewart (Filmproduzent) (1979–2017), kanadischer Filmproduzent und Fotograf
- Robert Stewart, 1. Duke of Albany (um 1340–1420), schottischer Adliger
- Robert Stewart, 1. Earl of March (um 1517–1586), schottischer Adliger
- Robert Stewart, 1. Lord Lorne (* nach 1386; † 1449), schottischer Adliger
- Robert Stewart, 2. Marquess of Londonderry (1769–1822), britischer Politiker
- Robert Stewart (Botaniker) (1811–1865), britischer Pflanzenkundler
- Robert Prescott Stewart (1825–1894), irischer Organist, dirigent und Komponist
- Robert Stewart (Fußballspieler, 1868) (1868–1940), irischer Fußballspieler
- Robert Stewart (Fußballspieler, 1899) (1899–1950), schottischer Fußballspieler
- Robert Stewart (Komponist) (1918–1995), US-amerikanischer Musiker
- Robert Stewart (Footballspieler) (* 1967), US-amerikanischer American-Football-Spieler
- Robert Banks Stewart (1931–2016), britischer Drehbuchautor
- Robert Burgess Stewart (1908–1980), US-amerikanischer Diplomat und Pädagoge
- Robert L. Stewart (Robert Lee Stewart; * 1942), US-amerikanischer Astronaut
- Robert MacGregor Stewart (1842–1919), britischer Offizier, Gouverneur von Bermuda
- Robert Marcellus Stewart (1815–1871), US-amerikanischer Politiker (Missouri)
- Roberta Stewart (* 1958), US-amerikanische Altphilologin
- Robin Stewart († 2015), britischer Schauspieler
- Robinson Stewart (* 1972), eswatinischer Sprinter
- Robyn Stewart (* 1990), irische Radsportlerin
- Rod Stewart (* 1945), britischer Musiker
- Rollen Stewart (* 1944), US-amerikanisches Medienoriginal und Geiselnehmer
- Ron Stewart (1932–2012), kanadischer Eishockeyspieler und -trainer
- Rory Stewart (* 1973), schottischer Schriftsteller und Politiker
- Rory Stewart (Squashspieler) (* 1996), schottischer Squashspieler
- Ross Stewart (* 1976), irischer Animator und Maler
- Ross Stewart (Fußballspieler, 1995) (* 1995), schottischer Fußballtorwart
- Ross Stewart (Fußballspieler, 1996) (* 1996), schottischer Fußballspieler
- Roy Stewart (1925–2008), britischer Schauspieler
- Roy Stewart (Stummfilmschauspieler) (1883–1933), US-amerikanischer Stummfilmschauspieler
- Roy C. Stewart (1892–1981), US-amerikanischer Techniker und Erfinder
- Russell Stewart (* 1960), australischer Dartspieler
- Ryhan Stewart (* 2000), singapurisch-walisischer Fußballspieler

### S
- Sally Stewart, britische Schauspielerin
- Sam V. Stewart (1872–1939), US-amerikanischer Politiker
- Samantha Stewart, US-amerikanische Schauspielerin
- Sammy Stewart (Musiker) (1890/1894–1960), US-amerikanischer Musiker und Bandleader
- Sammy Stewart (Fußballspieler, 1920) (1920–1995), schottischer Fußballspieler
- Sammy Stewart (Baseballspieler) (1954–2018), US-amerikanischer Baseballspieler
- Sammy Stewart (Boxer) (* 1969), liberianischer Boxer
- Sammy Stewart (Fußballspieler, 1991) (* 1991), nordirischer Fußballspieler
- Samuel Stewart (Boxer) (1895–1950), US-amerikanischer Boxer
- Samuel Stewart (Fechter) (1912–1950), US-amerikanischer Fechter
- Samuel Stewart (Komponist), Filmkomponist
- Sandy Stewart (* 1937), US-amerikanische Sängerin
- Sara Stewart (* 1966), schottische Schauspielerin
- Sarah Stewart (Schwimmerin) (1911–2008), schottische Schwimmerin
- Sarah Stewart (Autorin) (* 1939), US-amerikanische Kinderbuchautorin
- Sarah Stewart (* 1966), schottische Schauspielerin, siehe Sara Stewart
- Sarah Stewart (Basketballspielerin), australische Rollstuhl-Basketballspielerin
- Sarah E. Stewart (1905–1976), mexikanisch-amerikanische Mikrobiologin und Hochschullehrerin
- Scott Stewart (* 1969), kanadischer Rugby-Union-Spieler
- Sean Stewart (* 1965), US-amerikanisch-kanadischer Autor
- Shakir Stewart (1974–2008), US-amerikanischer Musikunternehmer
- Sheila Stewart († 2014), britische Schriftstellerin
- Sherwood Stewart (* 1946), US-amerikanischer Tennisspieler
- Slam Stewart (1914–1987), US-amerikanischer Jazz-Bassist
- Stephen Stewart (* 1978), australischer Ruderer
- Susan Stewart (Fechterin) (* 1946), kanadische Fechterin
- Susan Stewart (Fotografin) (* 1952), US-amerikanische Fotografin
- Susan Stewart (Dichterin) (Susan Alice Stewart; * 1952), US-amerikanische Anglistin, Dichterin und Literaturkritikerin
- Susan Stewart (Malerin) (* 1953), US-amerikanische Malerin
- Susan Stewart (Politikwissenschaftlerin) (* 1967), US-amerikanische Politikwissenschaftlerin
- Susan Stewart (Basketballspielerin) (* 1969), kanadische Basketballspielerin
- Susanna Leveson Gower (1743–1805), britische Politikerin

### T
- Taylor Stewart, US-amerikanischer Filmkomponist, siehe The Newton Brothers
- Thomas Stewart, 2. Earl of Angus (um 1330–1362), schottischer Adliger
- Thomas Stewart (Bischof) (1925–1994), irischer Geistlicher, Bischof von Chuncheon
- Thomas Stewart (Fußballspieler, 1926) (* 1926), britischer Fußballspieler
- Thomas Stewart (Sänger) (1928–2006), US-amerikanischer Sänger (Bassbariton)
- Thomas Stewart (Fußballspieler, 1986) (* 1986), nordirischer Fußballspieler
- Thomas A. Stewart (* um 1948), US-amerikanischer Journalist und Herausgeber
- Thomas E. Stewart (1824–1904), US-amerikanischer Politiker
- Thomas Grainger Stewart (1837–1900), britischer Pathologe
- Thomas Joseph Stewart (1848–1926), kanadischer Politiker
- Tom Stewart (Thomas Stewart; 1892–1972), US-amerikanischer Politiker
- Tonea Stewart (* 1947), US-amerikanische Schauspielerin
- Tony Stewart (um 1954–1975), australischer Tontechniker, siehe Balibo Five
- Tony Stewart (Rennfahrer) (* 1971), US-amerikanischer Rennfahrer
- Tony Stewart (Footballspieler) (* 1979), US-amerikanischer American-Football-Spieler
- Trevor Stewart (Badminton) (* 1947), jamaikanisch-britisch-deutscher Badmintonspieler
- Trevor Stewart (Leichtathlet) (* 1997), US-amerikanischer Leichtathlet
- Tyler Stewart (* 1978), US-amerikanische Triathletin

### U
- Ute Gröschel-Stewart (1932–2017), deutsche Biologin

### V
- Vaughn Stewart (* 1988), amerikanischer Rechtsanwalt und Politiker
- Vincent R. Stewart (1958–2023), US-amerikanischer Offizier und Direktor der Defense Intelligence Agency

### W
- Walter Stewart, 4. Earl of Menteith (um 1218–1296), schottischer Adliger
- Walter Stewart, 6. High Steward of Scotland (1293–1326), schottischer Adliger
- Walter Stewart, 1. Earl of Atholl (1360–1437), schottischer Adliger
- Walter Stewart, 1. Lord Blantyre (* vor 1565; † 1617), schottischer Adliger und Politiker
- Walter Stewart (Journalist) (1931–2004), kanadischer Journalist
- Walter Stewart (Biologe) (* 1942), Biologe und Wissenschaftsjournalist
- Walter Bulloch Stewart, schottischer Magnat
- Wes Stewart (1945–2019), englischer Cricket-Spieler
- William Stewart, 1. Earl of Blessington (1709–1769), anglo-irischer Peer und Politiker
- William Stewart (Politiker, 1737), schottischer Politiker und Offizier
- William Stewart (Politiker, 1774), schottischer Politiker und Offizier
- William Stewart (Kartograf) (um 1776–1851), schottischer Kartograph und Robben- und Walfänger
- William Stewart (Politiker, 1810) (1810–1876), US-amerikanischer Politiker (Pennsylvania)
- William Stewart (Leichtathlet) (1889–1958), australischer Sprinter
- William Stewart (1883–1950), schottischer Radsportler, siehe Jock Stewart
- William Stewart (Biologe) (* 1935), britischer Biologe
- William Alexander Stewart (1930–2002), US-amerikanischer Linguist
- William Drummond Stewart (1795–1871), schottischer Abenteurer und britischer Militäroffizier
- William James Stewart (1889–1969), kanadischer Politiker, Bürgermeister von Toronto
- William M. Stewart (1827–1909), US-amerikanischer Jurist und Politiker
- Wynn Stewart (1934–1985), US-amerikanischer Musiker

### Z
- Zeph Stewart (1921–2007), US-amerikanischer Klassischer Philologe